# 牙川駅
牙川駅（アチョンえき）は、大韓民国慶尚北道金泉市にかつて存在した韓国鉄道公社の駅である。

## 歴史
- 1924年10月1日 - 開業。
- 1994年4月25日 - 廃止。

## 隣の駅
韓国鉄道公社
慶北線
金泉駅 - 牙川駅 - 杜院駅